# Na Yia (huyện)
Na Yia (tiếng Thái: นาเยีย) là một huyện (amphoe) ở miền trung của tỉnh Ubon Ratchathani, đông bắc Thái Lan.

## Lịch sử
Na Yia được tách ra từ Det Udom để thành lập một tiểu huyện (king amphoe) on ngày 31 tháng 5 năm 1993.
Theo quyết định của chính phủ Thái Lan vào ngày 15 tháng 5 năm 2007, tất cả 81 tiểu huyện đều được nâng lên thành huyện. Với việc đăng công báo ngày 24 tháng 8, việc nâng cấp này thành chính thức.

## Địa lý
Các huyện giáp ranh (từ phía bắc theo chiều kim đồng hồ) là: Sawang Wirawong, Phibun Mangsahan, Det Udom và Warin Chamrap.

## Hành chính
Huyện này được chia thành 3 phó huyện (tambon), các đơn vị này lại được chia ra thành 34 làng (muban). Na Yia là một thị trấn (thesaban tambon) nằm trên một phần của tambon Na Yia. Có 3 Tổ chức hành chính tambon.
| STT. | Tên       | Tên Thái | Số làng | Dân số |  |
| ---- | --------- | -------- | ------- | ------ |  |
| 1.   | Na Yia    | นาเยีย    | 12      | 11.750 |  |
| 2.   | Na Di     | นาดี      | 13      | 6.898  |  |
| 3.   | Na Rueang | นาเรือง   | 9       | 6.322  |  |